# Crawford Palmer
Pour les articles homonymes, voir Palmer.
Crawford Palmer, né le 14 septembre 1970 à Ithaca (États-Unis), est un ancien joueur de basket-ball professionnel français d'origine américaine.

## Biographie
Surnommé le Boulanger, Palmer arrive en France en 1993 après trois Final Four NCAA (1989, 1990, 1991), dont un titre en 1991 alors qu'il est notamment coéquipier de Christian Laettner et Grant Hill. Il évolue à Fos-sur-Mer en Nationale 2 durant trois ans, avant de rejoindre Bourg-en-Bresse en Pro B, puis de connaître l'élite du basket français avec l'ASVEL. Il est alors naturalisé français, ce qui lui permet d'être sélectionné en équipe de France et de participer ainsi aux Jeux olympiques en 2000 et de remporter la médaille d'argent en finale face à son pays d'origine, les États-Unis. Il participe également au Championnat d'Europe l'année suivante. Après une expérience de trois ans en Espagne, il revient en France, à Strasbourg avec qui il remporte son premier et unique titre de champion de France en 2005 et où il termine sa carrière en 2006.
En 2009, Palmer est nommé directeur sportif chargé des relations avec les joueurs et franchises NBA à la Fédération Française de Basket-Ball.
Depuis le 15 décembre 2010, il est consultant sur Ma Chaîne Sport à l'occasion de l'arrivée de la NBA sur la chaîne.
En juin 2013, à 42 ans, il s'engage avec le club de Bandol qui évolue en Excellence Région. En juillet 2018, il est nommé directeur sportif de l'Élan Chalon.
Il est marié à la joueuse de basket-ball Sandrine Chiotti avec qui il a une fille, la chanteuse Manon Palmer, et un fils Noah Palmer qui a evolué en centre de formation aux Antibes sharks.
Il dispose d'un diplôme de Commerce à l’ESSEC puis un diplôme de Manager Général au CDES de Limoges
Directeur sportif du Limoges CSP en 2019, le club avait été repris par Céline Forte il est écarté pour la saison 2021-2022 remplacé par Kevin Anstett, Il fait son retour à ce même poste au CSP en 2024 sous la direction de son nouveau propriétaire Lionel Peluhet,.

## Clubs

### En tant que joueur
- 1988-1991 :  Université de Duke (NCAA)
- 1991-1993 :  Université de Dartmouth (NCAA)
- 1993-1996 :  Fos-sur-Mer (Nationale 2)
- 1996-1997 :  JL Bourg-en-Bresse (Pro B)
- 1997-1999 :  ASVEL Lyon-Villeurbanne (Pro A)
- 1999-2001 :  Joventut Badalone (Liga ACB)
- 2001-2002 :  Cáceres CB (Liga ACB)
- 2002-2006 :  Strasbourg IG (Pro A)
- 2013-2015 :  Bandol BC (Nationale 3)[11]

### En tant que directeur sportif
- 2013-2015 :  Sanary Basket Club[12]
- 2019-2022 :  Limoges CSP[13]
- 2024- :  Limoges CSP[14]

## Palmarès

### En club
- Champion NCAA en 1991
- Champion de France en 2005

### Sélection nationale
- Médaillé d'argent aux Jeux olympiques en 2000

### Distinctions individuelles
- Deux participations au Final Four NCAA en 1989 et 1990
- Sélectionné au All-Star Game LNB 1999